# 보성복내중학교
보성복내중학교(寶城福內中學校)는 대한민국 전라남도 보성군 복내면 봉천리에 있는 공립 중학교이다.

## 학교 연혁
- 1955년 5월 4일 : 보성북중학교 개교 (6학급)
- 1976년 9월 30일 : 보성복내중학교로 교명 변경
- 1999년 9월 1일 : 문덕중학교분교를 본교로 통폐합
- 2015년 3월 1일 : 율어중학교를 본교로 통폐합, 기숙형중학교 출범
- 2024년 9월 1일 : 제26대 홍성엽 교장 부임
- 2025년 1월 9일 : 제70회 15명 졸업(총 졸업생 수 6,653명)

## 참고 자료
- 보성복내중학교 - 한국교육학술정보원 학교알리미